# Masdevallia ariasii
Masdevallia ariasii är en orkidéart som beskrevs av Carlyle August Luer. Masdevallia ariasii ingår i släktet Masdevallia och familjen orkidéer. Inga underarter finns listade i Catalogue of Life.